# Trockenpflaume

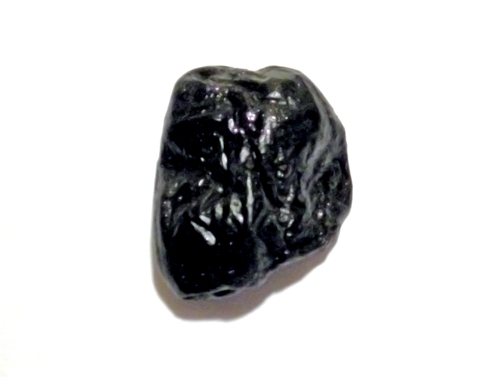
Trockenpflaume

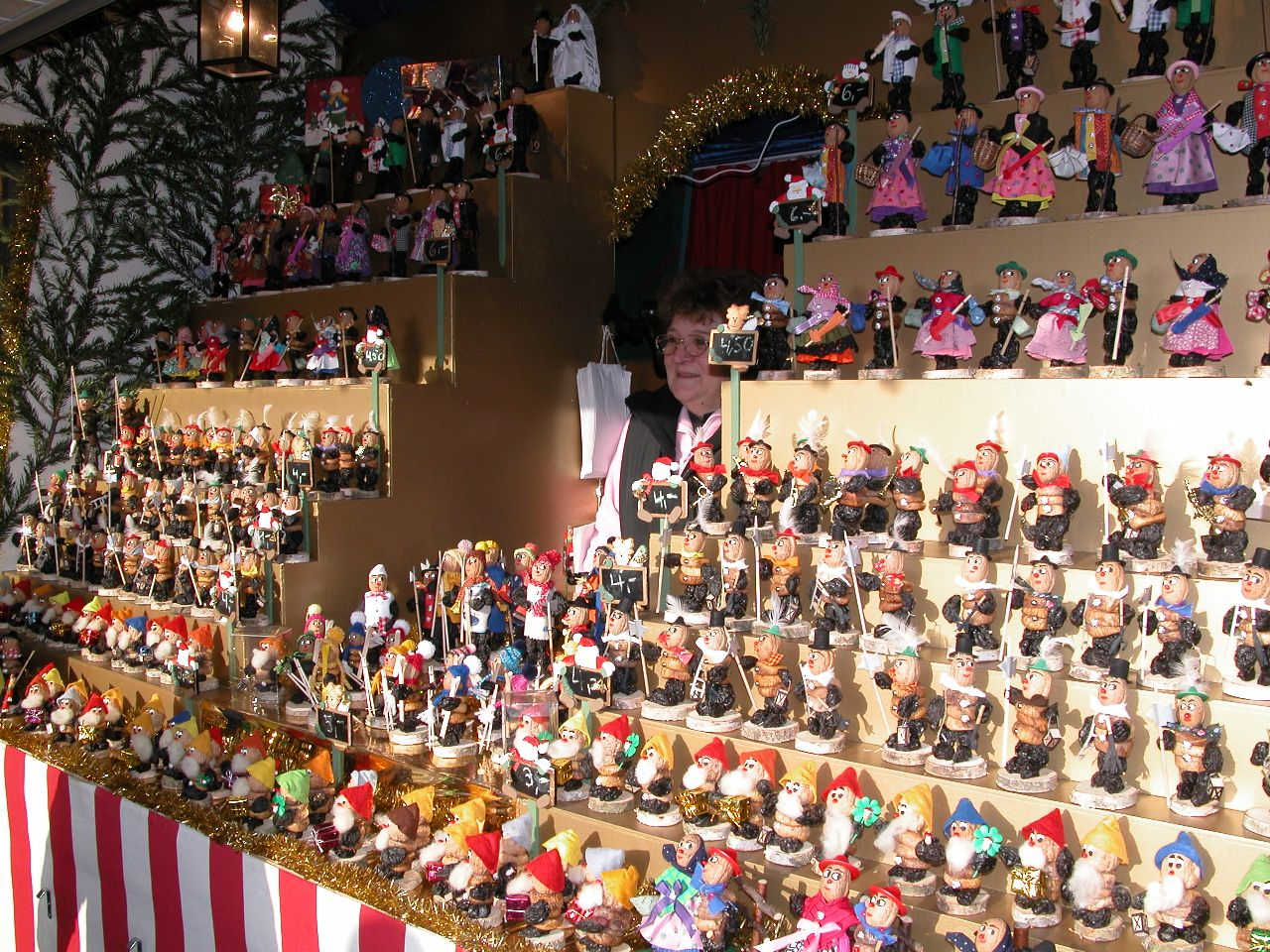
Zwetschgenmännla, aus Trockenpflaumen, Walnüssen und Feigen hergestellte Figuren auf dem Nürnberger Christkindlesmarkt

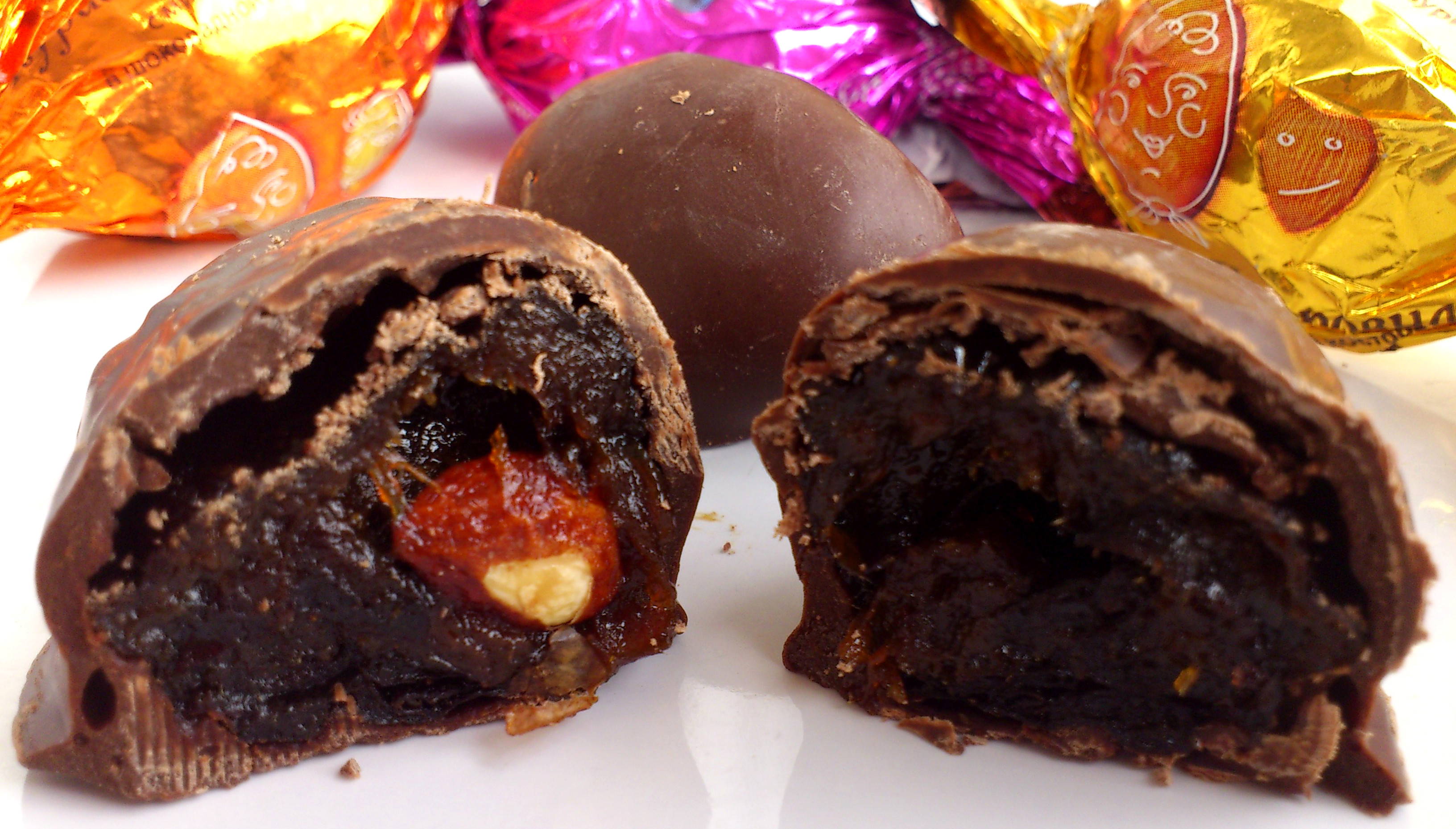
Trockenpflaume mit Schokoladenüberzug, eine beliebte Konfektsorte in Osteuropa

Die Trockenpflaume (auch Backpflaume, Dörrpflaume, in Österreich Dörrzwetschke) ist eine getrocknete Pflaume, also ein Trockenobst.

## Amtliche Vorschriften und Produktion
Trockenpflaumen dürfen nach der EU-Verordnung Nr. 464/1999 höchstens 23 % Feuchtigkeit enthalten. Unterschieden werden dabei noch „halbtrockene Trockenpflaumen“ mit einem Feuchtigkeitsgehalt von 30–35 %. Als Mindestanforderungen wird darin gefordert, dass Trockenpflaumen vor dem Trocknen gesund und von einwandfreier Qualität sein müssen. Außerdem müssen sie frei von tierischen und pflanzlichen Schädlingen sowie die zu trocknenden Pflaumen frei von Rissen sein. Trockenpflaumen müssen frei von Schimmelbildung sein. Industriell hergestellte Trockenpflaumen werden in verdünnte Natronlauge oder 0,7 % Kaliumcarbonatlösung getaucht und anschließend für kurze Zeit bei 60–70 °C gedämpft, um ein besseres Aussehen mit glatter dunkler Schale zu erhalten.

## Besonderer Gebrauch in der deutschen Küche
Backpflaumen werden traditionell auf dem Dresdner Striezelmarkt auch als Pflaumentoffel verkauft und sind Bestandteil der Leipziger Räbchen. Zwetschgenmännla sind traditionell auf bayerischen Christkindlmärkten – insbesondere in Franken – verkaufte Figuren. Der Kopf wird von einer Walnuss und der Körper durch Feigen dargestellt, Arme und Beine bestehen aus Trockenpflaumen.

## Medizinische Bedeutung
Trockenpflaumen gelten als Hausmittel gegen Verstopfung. Eine randomisierte kontrollierte Studie aus dem Jahr 2019 konnte deutliche Effekte sowohl auf den Stuhlgang als auch eine Steigerung der Häufigkeit von Flatulenz bereits beim Verzehr von 80 g Trockenpflaumen pro Tag nachweisen. Diese Studie erschien, nachdem die Europäische Behörde für Lebensmittelsicherheit diese Wirkung noch nicht bestätigen konnte, weil es dazu 2012 noch keine ausreichenden Studien gab.